# ピエール・ヴェルニヨ

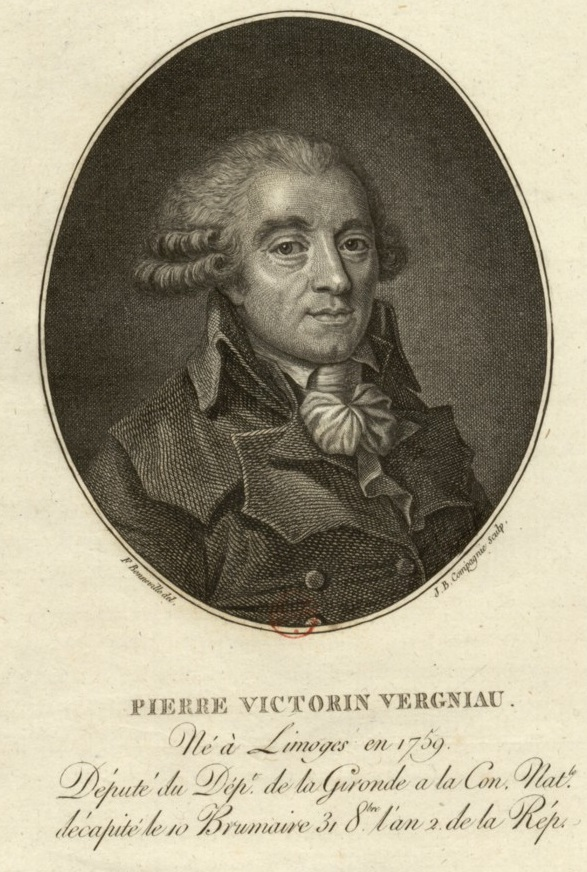
ピエール・ヴェルニョー

ピエール・ヴィクテュルニアン・ヴェルニョー（仏: Pierre Victurnien Vergniaud, 1753年3月31日 - 1793年10月31日）は、フランス革命の指導者である。ジロンド派左派のリーダー。

## 略歴
ジロンド県のブルジョワジー出身。テュルゴーの援助でパリで学び弁護士となる。立法議会で議員に選出され、ブリッソーと共にジロンド派の指導者の一人になる。雄弁家で“ジロンドの鷲”の異名をとった。ロベスピエールと対立し、自宅に監禁され、1793年のジロンド派の没落により、他の同志とともに処刑された。